# Дитячий садок (Сімак)
«Дитячий садок» (англ. Kindergarten) — науково-фантастичне оповідання Кліффорда Сімака, вперше опубліковане журналом «Galaxy Science Fiction» в липні 1953 року.

## Сюжет
Хворий невиліковною стадією раку Пітер Шайє, купив маленьку ферму, щоб провести останні дні на лоні природи. Одного разу під час прогулянки фермою він побачив машину, яка подарувала йому нефритове яйце, найбажаніший подарунок для нього, спеціаліста з нефриту.
Він показав машину Мері Малет, сестрі фермера, котра приносила йому продукти, і машина подарувала їй дорогі парфуми, про які вона давно мріяла.
Далі машина почала обдаровувати кожного відвідувача тим, що йому найбільше бажалось.
Пітер припустив, що машина є посланцем далекої цивілізації, яка подарунками хоче справити гарне враження на людей.
Місцеві жителі сповістили пресу і шерифа, і, врешті, уряд прислав військовий загін, щоб перекрити доступ до машини.
Керівник військових, оглянувши яйце, знайшов знак, який збігався зі знаком у листах, які отримали голови всіх світових держав. Лист містив повідомлення невідомою мовою і приписку мовою країни куди потрапив:
«Коли ви розшифруєте це повідомлення, ви будете здатні діяти логічно».
Запідозривши у Пітері спільника інопланетян, військовий стріляє у нього із паралізатора і його відвозять у лікарню. Там лікарі не знаходять у нього слідів раку, що посилює підозри військових.
Пітеру вдається втекти з лікарні і разом із Мері він направляється до машини.
За цей час машина почала будувати багатоповерхову будівлю навколо себе.
Військові почали атаку, але їхні снаряди не могли пробитись через невидиму оболонку навколо неї. В результаті вся військова техніка була ізольована непробивними капсулами, які, однак, пропускали людей.
Купивши їжі підкріпитись, вони поділились нею із солдатом, який теж отримав подарунок від машини для себе та своєї нареченої.
Тут вони запримітили, що в у деяких людей подарунки теж були помічені ідентичним знаком.
Всі ці люди були запрошені відвідати будівлю, побудовану машиною.
Зайшовши в неї, вони виявили там шкільні класи, і кімнати для проживання учнів. Двері назовні безслідно розчинились.
Пітер та Мері присіли в очікуванні Учителя.